# Ponte di Hardanger
Il Ponte di Hardanger è un ponte sull'Hardangerfjord, tra le città di Ullensvang e Ulvik, in Norvegia.
Costruito in sostituzione di un servizio di traghetti, riduce il tempo di viaggio tra Oslo e Bergen ed è il più lungo ponte sospeso del paese.